# إيفان شارب
إيفان شارب (بالإنجليزية: Ivan Sharpe)‏ (15 يونيو 1889 في المملكة المتحدة - 9 فبراير 1968 في المملكة المتحدة) هو لاعب كرة قدم بريطاني (وحمل سابقاً جنسية المملكة المتحدة لبريطانيا العظمى وأيرلندا) في مركز مهاجم ‏، شارك في الألعاب الأولمبية الصيفية 1912. وشارك مع منتخب المملكة المتحدة الوطني لكرة القدم. أما مع النوادي، فقد لعب مع ديربي كاونتي وليدز يونايتد ونادي واتفورد ومنتخب إنجلترا الوطني لكرة القدم للهواة ‏ وGlossop North End A.F.C. ‏ ونادي ليدز ‏.

## وصلات خارجية
- إيفان شارب على موقع قاعدة بيانات كرة القدم.إي يو (الإنجليزية)
- إيفان شارب على موقع أوليمبيديا (الإنجليزية)